# Merzbau
Pour l’article ayant un titre homophone, voir Merzbow.
 (août 2024).
Si vous disposez d'ouvrages ou d'articles de référence ou si vous connaissez des sites web de qualité traitant du thème abordé ici, merci de compléter l'article en donnant les références utiles à sa vérifiabilité et en les liant à la section « Notes et références ».
Le Merzbau est une œuvre d'art dont l'auteur est Kurt Schwitters, consistant en une construction habitable de dimension variable constituée d'objets trouvés. 

## Historique de l'œuvre
Le nom original qu'il avait donné à cette construction était Cathédrale de la misère érotique dont le contenu était aussi choquant pour l'époque que tout ce que pourraient produire les artistes radicaux d'aujourd'hui. Le terme Merz provient d'un fragment de papier où se trouvait inscrit le mot allemand Kommerz, de Kommerz Bank ; Bau signifie construction en allemand.
Schwitters travailla de 1919 à 1933 sur la forme Merzbau qui atteint la taille de huit pièces dans sa maison de Hanovre. L'arrivée des nazis au pouvoir en Allemagne en 1933 contraignit Schwitters à l'exil en Norvège. Il y entama la construction d'un nouveau Merzbau dans les environs d'Oslo, mais le laissa inachevé à la suite de l'invasion du pays ; les restes de ce site brûlèrent en 1951. Il fuit à nouveau, cette fois vers la Grande-Bretagne où il fut interné jusqu'en 1941 en tant qu'Allemand. En 1945, malgré une santé fragile, il reprit la construction d'une nouvelle œuvre connue sous le nom de Merzbarn, soutenu par le Museum of Modern Art de New York. À son décès, trois ans plus tard, il n'avait terminé qu'un seul mur. On peut le voir aujourd'hui  à l'université de Newcastle upon Tyne.
Aucun autre Merzbau n'aurait survécu, mis à part quelques éléments de celui établi en Norvège et qui a été filmé en 1999 par Guy-Marc Hinant. Le Sprengel Museum de Hanovre a reconstitué l'un de ces ouvrages qui comporte au moins quatre des pièces qui se trouvaient dans la maison de l'auteur.